# Snap (kortspel)
Snap, eller med ett försvenskat namn snapp, är ett engelskt kortspel för barn. Spelet kräver ingen annan spelskicklighet än en snabb reaktionsförmåga. 
Deltagarna har varsin korthög framför sig med baksidan uppåt, och turas om med att vända upp det översta kortet och lägga detta med framsidan uppåt framför sig i en ny hög. Så snart det ligger två kort av samma valör överst på varsin uppvänd hög, vinner den spelare som först ropar ”snapp” samtliga kort i de båda uppvända högarna. 
Segrare är den spelare som till sist sitter med alla korten. 

## Variant
I stället för att spela med varsin hög med uppvända kort framför sig, lägger man de uppvända korten i en gemensam hög mitt på bordet. Högen vinns av den som först ropar ”snapp” när två utlagda kort i rad har samma valör.